# 沈懷玉
沈懷玉（1949年—2018年3月26日），歷史學者，台灣嘉義朴子人，臺灣師範大學歷史學系夜間部畢業，專治中華民國制度史與口述歷史。曾任中央研究院近代史研究所編審兼口述歷史組執行秘書、臺灣口述歷史學會理事與常務監事，2014年自中央研究院近代史研究所退休，2018年過世，享壽70歲。

## 生平
沈懷玉1949年出生嘉義縣朴子的農村，父親為地方鄉紳，沈懷玉係家中長女，下有四名胞弟。當年以優異的學業畢業於朴子國小，父親以女子應負養家責任為由，並不贊同沈懷玉升學，歷經多方勸誡才得以就讀國中，後成為該屆唯一考入嘉義女中的朴子人。
嘉義女中畢業後考入國立台灣師範大學歷史系夜間部，半工半讀期間，適逢中研院學者張朋園編纂北洋政府職官年表招募助手，沈懷玉獲得友人舉薦，遂自1971年起進入中研院近代所擔任助理，1990年成為正式館員，之後陸續發表口述史與中華民國制度史等多本專著，2014年退休後依然筆耕不輟，2015年受邀採訪前臺灣省長宋楚瑜。
沈懷玉訪談取材對象極廣，不僅限於政治人物，僅以有報導記載者舉例，2002年發表了《九二一震災口述訪問紀錄》，受訪者達一百多人，集結上下兩大冊出版；2004年她欲採訪高鐵建立過程，但採訪過程中殷琪對口述歷史案參與意願不高讓計畫差點難產。

## 評價
中央研究院近代史研究所副研究員陳儀深表示：「二十多年來，沈懷玉口述訪問對象及領域遍及警政人物、外交官、學術界（含中研院院士）、榮民總醫院、政治受難者、地震水災、都市計畫人物、台灣高鐵、兩位蔣總統侍從人員、郭廷以門生故舊、近史所一甲子等……，成果豐碩，留下了諸多珍貴的口述歷史出版品。」

## 著作[3]

### 論文
- 〈清末地方自治思想的輸入〉，《中央研究院近代史研究所集刊》，1979年
- 〈清末地方自治之萌芽（1898-1908）〉，《中央研究院近代史研究所集刊》，1980年。

### 制度史
- 《國民政府職官年表》

### 口述歷史
- 《蔣中正總統侍從人員訪問紀錄》
- 《蔣經國先生侍從與僚屬訪問紀錄》
- 《九二一震災口述訪問紀錄》
- 《 陳湄泉先生訪問紀錄》
- 《戒嚴時期台灣地區政治案件口述歷史 》
- 《外交生涯一甲子：陳雄飛先生訪問紀錄》，2016年。